# Buena Vista (Wirginia)
Buena Vista – miasto w Stanach Zjednoczonych, w stanie Wirginia. Miasto to ma status miasta niezależnego.